# Bembidion sejunctum
Bembidion sejunctum är en skalbaggsart som beskrevs av Thomas Casey. Bembidion sejunctum ingår i släktet Bembidion och familjen jordlöpare. Inga underarter finns listade i Catalogue of Life.